# Peter Dendle
Peter Dendle (...) è un medievista statunitense.
Nelle sue opere tratta argomenti quali la criptozoologia, la filologia, i demoni nella letteratura, i film sugli zombi, e le piante e medicina medievali. È anche stato docente presso la Penn State Mont Alto della Pennsylvania.

## Opere
- The Zombie Movie Encyclopedia, 2000
- Satan Unbound: The Devil in Old English Narrative Literature, 2001
- The Zombie Movie Encyclopedia, Volume 2: 2000–2010, 2012
- Demon Possession in Anglo-Saxon England, 2014